# آرتمی هوهانیسیان
آرتمی هوهانیسیان (ارمنی: Արտեմի Հովհաննիսյան؛  )  سیاستمدار اهل ارمنستان بود که از تاریخ ۸ اوت ۱۹۱۸ تا تاریخ سمت فهرست رئیسان سرویس امنیت ملی ارمنستان را برعهده داشت.

## زندگی‌نامه
```
وی در در سن سالگی در [[]] درگذشت. -->
```